# امامزاده شاه فرج‌الله
امامزاده شاه فرج الله از نوادگان موسی کاظم می‌باشد  که باهشت واسطه به آن امام منسوب است. وی در تاریخ ۴۳۸ هجری قمری وفات یافته‌است. آرامگاه وی در سمت غربی شهر علامرودشت و در جنوب روستای کهنویه در دامنه کوه نر آرمیده‌است. مزار این امامزاده بسیار مورد احترام و تکریم مردم است. بر روی سنگ قبر قدیمی این امامزاده تاریخ ۴۳۸ قمری نگاشته شده که البته مشخص نیست مربوط به زمان وفات وی یا سال تعمیر مزار و گذاشتن سنگ قبر است. با ملاحظه این تاریخ مشخص می‌شود که منطقه علامرودشت از گذشته‌های دور نیز آباد و معمور بوده که چنین امامزاده‌ای را به این منطقه کشانده‌است. علاوه بر آن وجود طبیعتی زیبا به ویژه در فصل بهار جلوه خاصی به آن داده‌است.
ساختمان قدیمی این امام زاده در سال ۱۳۸۵ تخریب و به همت اداره کل اوقاف وامور خیریه فارس و خیرین محلی با اعتبار ۶۰۰۰۰۰۰۰۰ تومان به صورت باشکوهی بازسازی گردیده است. هزینه‌های انجام شده شامل ساخت گنبد زیارتگاه، زائرسرا و مکان‌های اشراف روباز جهت زائران  وجاده دست رسی به طول ۳ کیلومتر بااحداث چندین پل می‌باشد و در طول سال اردوهای زیارتی دانش‌آموزان در این مکان برگزار می‌شود. در جنوب این امامزاده دره‌ای مملو از درختان نخل با آب روان قنات بالا دست وجود دارد. این امام‌زاده هر ساله پذیرای زائران از سراسر استان می‌باشد.